# Rosalpatti
Rosalpatti è una suddivisione dell'India, classificata come town panchayat, di 19.155 abitanti, situata nel distretto di Virudhunagar, nello stato federato del Tamil Nadu. In base al numero di abitanti la città rientra nella classe IV (da 10.000 a 19.999 persone).

## Geografia fisica
La città è situata a 09° 35' 07 N e 77° 58' 24 E.

## Società

### Evoluzione demografica
Al censimento del 2001 la popolazione di Rosalpatti assommava a 19.155 persone, delle quali 9.767 maschi e 9.388 femmine. I bambini di età inferiore o uguale ai sei anni assommavano a 2.278, dei quali 1.120 maschi e 1.158 femmine. Infine, coloro che erano in grado di saper almeno leggere e scrivere erano 13.754, dei quali 7.736 maschi e 6.018 femmine.